# مهر اندو (كتشو)
مهر اندو (بالفارسية: مهراندو) هي قرية تقع في إيران في قسم کتشو الريفي. يقدر عدد سكانها بـ 31 نسمة بحسب إحصاء 2016.